# Urs Eggenschwyler

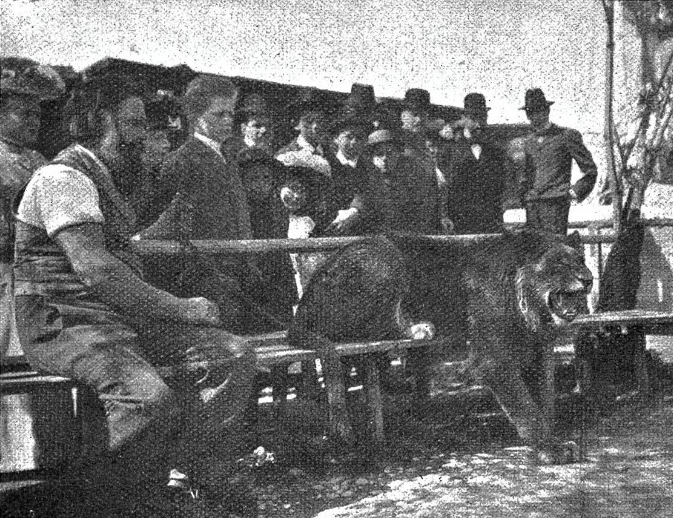
Urs Eggenschwyler mit seinem Zürcher Löwen «Züri-Leuli», 1903

Urs (Ursus) Eggenschwyler (* 24. Januar 1849 in Subingen; † 8. Dezember 1923 in Zürich) war ein Schweizer Bildhauer, Zeichner und Maler. Er war vor allem für die Darstellung von Tieren und als Besitzer einer Menagerie bekannt.

## Leben

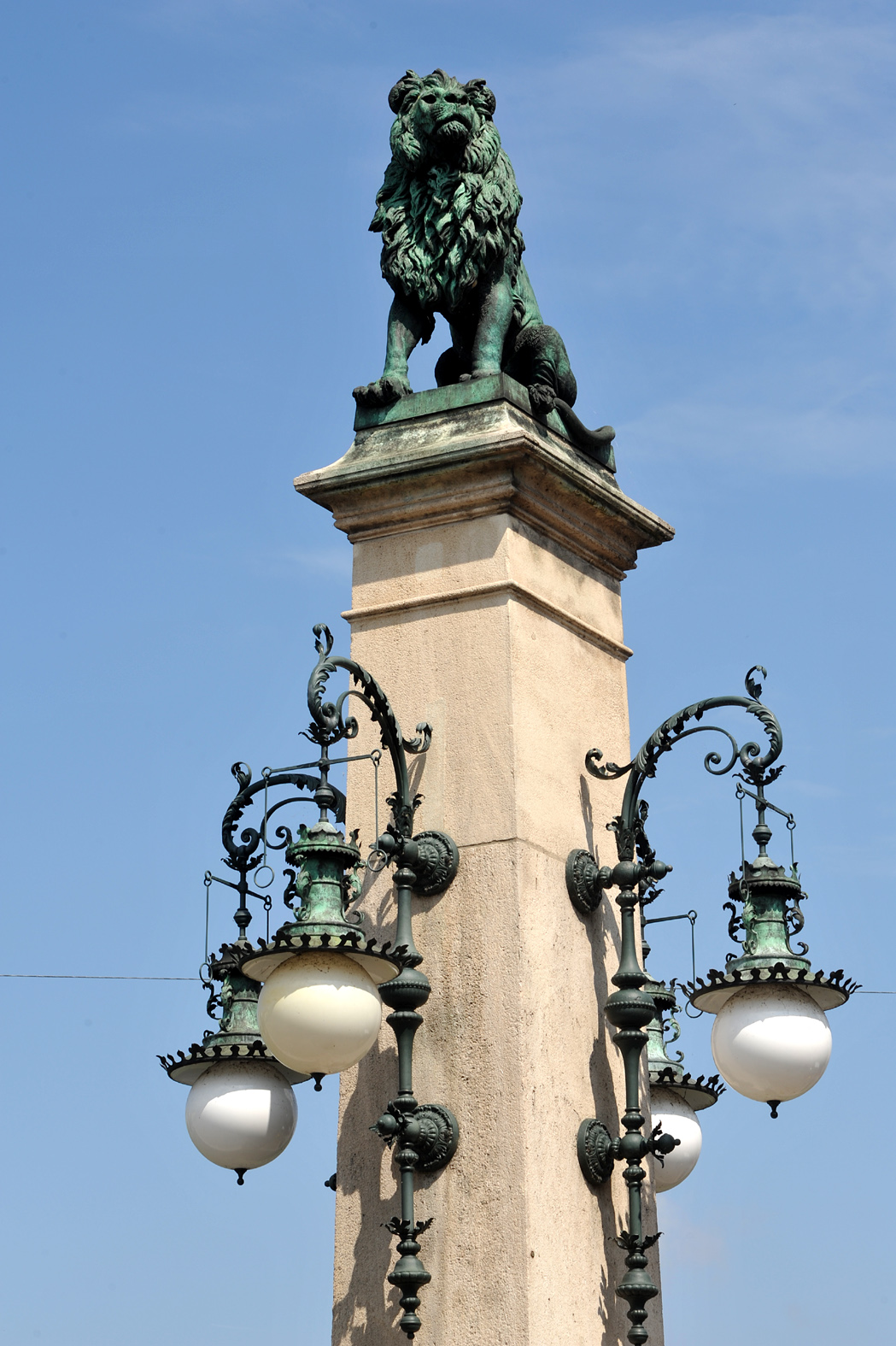
Einer der Löwen aus Bronze auf den vier Eckpfeilern der Stauffacherbrücke in Zürich

Urs Eggenschwyler, heimatberechtigt in Matzendorf, wurde am 24. Januar 1849 in Subingen als Sohn eines Pächters und Fuhrhalters geboren. Als Folge einer Scharlacherkrankung wurde er schwerhörig, was ihn in seiner Ausbildung behinderte (vgl. NZZ 12.1.2015). Nach der Volksschule nahm er als Hospitant  1862 bis 1864 an der Kantonschule Zeichenunterricht bei Portraitmaler Gaudenz Taverna und absolvierte von 1865 bis 1868 eine Lehre zum Bildhauer bei Joseph Pfluger. Er war von 1869 bis 1870 bei Heinrich Spiess in Zürich tätig, wo er vorwiegend Tier- und Menschenköpfe schuf. Daraufhin studierte er in München an der Akademie der Bildenden Künste in der Bildhauerklasse bei Max von Widmann, brach aber das Studium nach einem Jahr ab, weil er zunehmend an seiner Schwerhörigkeit litt. Er malte und modellierte im Selbststudium in den Menagerien von München, studierte die Anatomie von Tieren und nahm an der Weltausstellung 1873 in Wien teil.

Bild von Urs Eggenschwyler auf einem Werbeplakat für den Zoo Basel

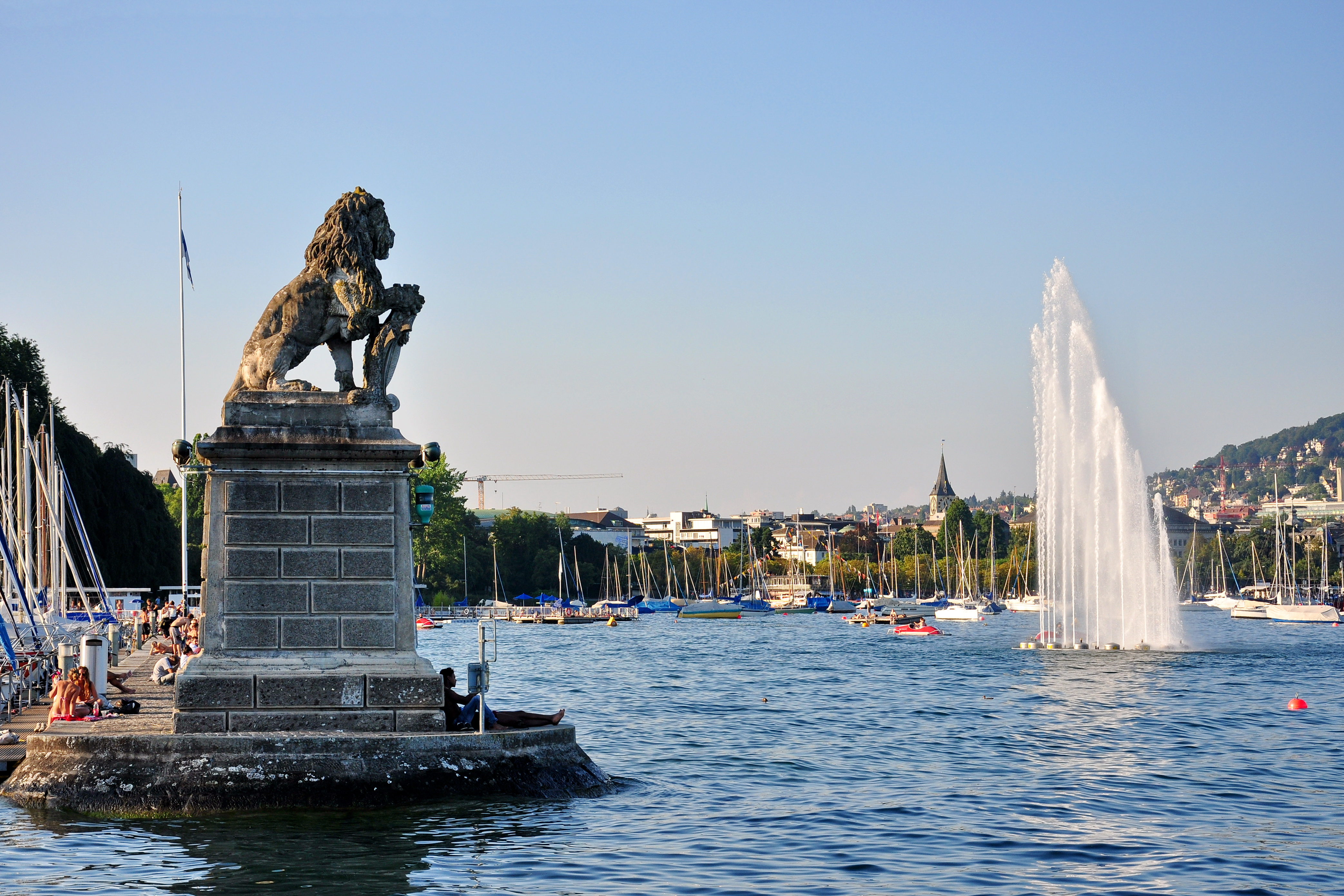
Löwendenkmal, 1894, Hafen Enge bei Mythenquai 61

Ab 1878 arbeitete Eggenschwyler wieder in Zürich und stellte ab 1884 Tafelaufsätze für verschiedene Zürcher Zünfte her.
1886 kam es zu einem folgenschweren Schlittenunfall: Urs Eggenschwyler fuhr mit einem mit Kindern beladenen Schlitten die Strasse hinunter, als plötzlich eine Droschke auftauchte. Es gelang ihm, die Kinder vom Schlitten zu werfen; er selbst kollidierte mit der Droschke und erlitt einen doppelten Beinbruch, der einen langen Spitalaufenthalt bedingte. Dank finanzieller Unterstützung durch prominente Zürcher wie Gottfried Keller konnten die Arzt- und Spitalkosten bezahlt werden.

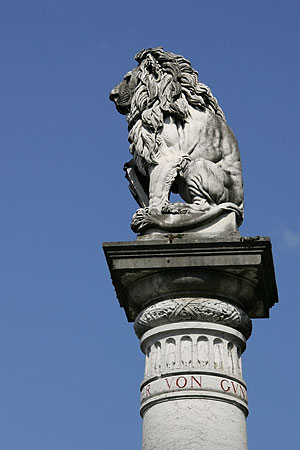
Löwendenkmal in Sempach

1888 schuf er einen Löwen aus Granit für eine Gedenksäule in Sempach.
1891 richtete er auf dem Milchbuck in Zürich eine private Menagerie ein, die er bis zu seinem Tod betrieb. Eggenschwyler galt als exzentrisch; oft führte er eine Löwin an der Leine durch das Niederdorf spazieren. Der Tierfreund setzte sich für eine artgerechte Tierhaltung in Zoologischen Gärten ein und lehnte die enge Käfighaltung ab. Für Parks und zoologische Gärten stellte er Kunstfelsen her, die er im In- und Ausland installierte, beispielsweise 1896/97 für den Tierpark Hagenbeck in Hamburg und den Tiergarten Schönbrunn in Wien, von 1902 bis 1912 im Wildpark Peter und Paul St. Gallen und in den Jahren 1920 bis 1922 für den Zoo Basel.

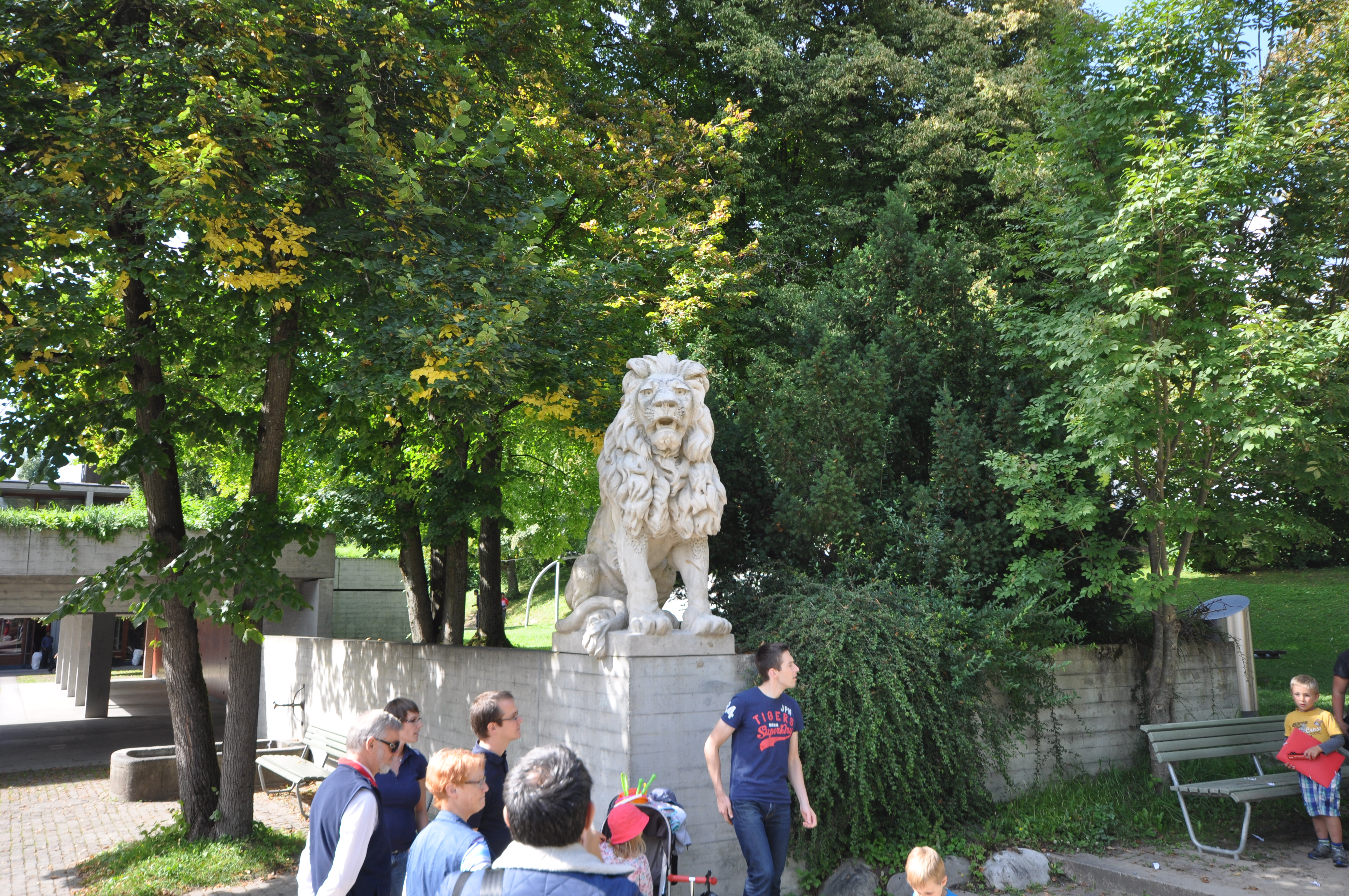
Löwe im Gemeinschaftszentrum Seebach, in Zürich

Eggenschwyler schuf verschiedene Löwen- und Bärenstatuen für öffentliche Bauten, darunter im Eingangsbereich des Bundeshauses in Bern und auf der Stauffacherbrücke in Zürich.
Er fand auf dem Friedhof Nordheim seine letzte Ruhestätte.
Zur Erinnerung an Urs Eggenschwyler wurde in Zürich 1925 ein Verbindungsweg zwischen der Langmauerstrasse und Im eisernen Zeit in Eggenschwylerweg benannt.

## Publiziertes Werk
- Album vom Tiergarten. Zürich: Aschmann & Scheller 1903.